# Tetramesa breviventris
Tetramesa breviventris är en stekelart som först beskrevs av Walker 1832.  Tetramesa breviventris ingår i släktet Tetramesa och familjen kragglanssteklar. Inga underarter finns listade i Catalogue of Life.